# Данн, Ричард
Ри́чард Па́трик Данн (англ. Richard Patrick Dunne, ирл. Risteárd Ó Duinn; 21 января 1979, Дублин) — ирландский футболист, защитник. Рекордсмен АПЛ по количеству автоголов (10).

## Клубная карьера

### «Эвертон»
В 1996 году Ричард Данн заключил с клубом «Эвертон» контракт на 5 лет. В сезоне 1996/97 играл в дубле «Эвертона». Дебют Ричарда Данна в футболе состоялся 16 июля 1995 года. Его первым тренером был Джозеф Ройл.

### «Манчестер Сити»
Осенью 2000 года права на Ричарда Данна выкупил «Манчестер Сити», сумма трансфера составила 3 миллиона английских фунтов.
На протяжении последних лет Данн выводил «Манчестер Сити» на матчи Премьер-лиги и еврокубков как капитан команды.
В июле 2008 года Данн заключил новый контракт на 4 года с «Манчестер Сити», связав своё будущее с клубом до конца сезона 2011/12.
В январе 2009 года в матче против клуба «Уиган Атлетик» Данн получил 8-ю красную карточку в Премьер-лиге, повторив рекорд Патрика Виейра и Данкана Фергюсона.

## Международная карьера
В 20 лет Ричард Данн дебютировал в национальной сборной Ирландии под руководством Мика Маккарти, случилось это в матче со сборной Греции.